# Lène (Hérault)
La Lène est une rivière française du département de l'Hérault, en région Occitanie et un affluent de la Thongue, donc un sous-affluent du fleuve l'Hérault. 

## Géographie

### Toponymie
Cette rivière est connue sous deux noms : ruisseau la lène et ruisseau du mas de blaise.

### Villages traversés
La Lène traverse les six communes suivantes : Coulobres, Fouzilhon (source), Magalas, Montblanc (confluence), Pouzolles, Servian.

### Organisme gestionnaire
L'organisme gestionnaire est l'EPTB SMBFH ou Syndicat mixte du bassin du fleuve Hérault, créé en 2009 et sis à Clermont-l'Hérault.